# Telchinia aurivillii
Telchinia aurivillii is een vlinder uit de familie van de Nymphalidae. De wetenschappelijke naam van de soort is voor het eerst gepubliceerd in 1896 door Otto Staudinger.
Deze soort komt voor in West- en Centraal-Afrika, waaronder Sierra Leone, Liberia, Ivoorkust, Ghana, Benin, Nigeria, Kameroen, Equatoriaal Guinee, Gabon, Congo Brazzaville, Congo Kinshasa, Centraal Afrikaanse Republiek, Ethiopië, Oeganda, Kenia, Tanzania, Angola en Zambia.